# 容凯拉 (瓦莱-迪坎布拉)
容凯拉是葡萄牙阿威罗区的一个堂区。总面积17.17平方公里，总人口1295人，人口密度75.4人/平方公里。